# Merkúr
A Merkúr a Naprendszer legbelső és legkisebb bolygója, a Nap körüli keringési ideje 88 nap. A Merkúr a Földről nézve fényesnek látszik, magnitúdója −2,0 és 5,5 között változik, azonban nehéz észlelni, mert a Földről nézve a Naptól mérhető legnagyobb szögtávolsága csak 28,3°. Reggel vagy este szürkületkor lehet megfigyelni.
A Merkúrt meglátogató két űreszköz közül az első a Mariner–10 volt, mely 1974–75-ben a bolygó felszínének csupán 45%-át térképezte fel. A második a MESSENGER, amely további 30%-ot mutatott meg a bolygó felszínéből, amikor 2008. január 14-én elrepült mellette. Ez az űreszköz 2008. október 6-án és 2009. szeptember 29-én még kétszer elhaladt a bolygó mellett, 2011. március 19-én bolygó körüli pályára állt, mintegy 200 kilométerre a felszíntől – adatokat gyűjt, azokat a Földre továbbítja, miután a maximális magasságba került, 15 000 kilométerre a felszíntől. Ekkortól tovább tanulmányozza és feltérképezi az egész égitestet.
A Merkúr sok tekintetben hasonlít a Holdra: felszínét számos kráter borítja, nincs természetes holdja, és nincs állandó légköre. Azonban a Holddal ellentétben nagy, vasat tartalmazó magja van, aminek következtében rendelkezik mágneses mezővel, melynek erőssége a földinek körülbelül 1%-a. Magjának relatív mérete miatt kivételesen nagy a bolygó sűrűsége. Felszíni hőmérséklete 90 és 700 K (-183  és 427 °C) között változik, Ahol a Nap éppen merőlegesen éri a felszínt, ott van a legmelegebb, és a sarkokhoz közeli kráterek mélyén mérik a leghidegebbet.
A Merkúr megfigyeléséről szóló feljegyzések legalább az időszámításunk előtti első ezredfordulóig nyúlnak vissza. A babiloniak a Nabu nevet adták neki, hírvivő istenük neve után. Az i.e 4. század előtt a görög csillagászok két bolygónak gondolták aszerint, hogy napkeltekor vagy napnyugtakor volt látható.
Előbbi az Apollón, utóbbi a Hermész nevet kapta. Az i.e 4. században újra felismerték, hogy a két bolygó egy és ugyanaz, onnantól kezdve Hermésznek nevezték.
A bolygó magyar neve a rómaiakig nyúlik vissza, akik a bolygót Mercurius római istenről nevezték el, aki a görög Hermész római megfelelője. A Merkúr asztronómiai jele a kör egy kereszt függőleges szárán, a kör tetején egy félkörrel (Unicode: ☿), ami Hermész caduceusának stilizált változata.

## Belső felépítése
A Merkúr a Naprendszer négy Föld-típusú bolygójának egyike, és a Földhöz hasonlóan kőzetekből épül fel. A Naprendszer legkisebb bolygója, egyenlítőjénél mért sugara 2439,7 km, mérete kisebb még a legnagyobb természetes holdakénál is (Ganymedes, Titan), bár tömege jóval nagyobb náluk. A Merkúr nagyjából 70% fémet és 30% szilikátot tartalmaz. A Merkúr a maga 5,427 g/cm³-es sűrűségével a Naprendszer második legsűrűbb bolygója. Ez az érték már csak alig kisebb, mint a Föld 5,515 g/cm³-os értéke. Ha a gravitációs erőből származó sűrűsödés hatását figyelmen kívül hagyjuk, akkor a Merkúrt alkotó elemek sűrűbbek, mivel ekkor a Merkúr esetében 5,3 g/cm³, míg a Földnél 4,4 g/cm³ értéket kapunk.

1. Kéreg – 100–300 km vastag
2. Köpeny – 600 km vastag
3. Mag – 1800 km-es sugarú

A Merkúr sűrűsége alapján információkhoz juthatunk belső összetételéről. A Föld nagy sűrűsége észrevehető mértékben származik a gravitációs sűrűsödésből, ami leginkább a mag környékén figyelhető meg, a Merkúr viszont sokkal kisebb, így belsejében nem uralkodik olyan nagy nyomás. Ebből következően a bolygó magja viszonylag nagy és vasban gazdag kell, hogy legyen. Geológusok becslései szerint a bolygó tömegének nagyjából 42%-át a magja képviseli, míg ugyanez az arány a Föld esetében 17%. A legfrissebb felmérések arra utalnak, hogy a legbelső bolygónak olvadt magja van.
A magot egy 600 km vastag szilikátköpeny veszi körül. Csillagászok azt feltételezték, hogy a Merkúr történelmének korai időszakában egy több száz kilométeres testtel történt érintkezés során elvesztette köpenyének nagy részét, s ennek köszönhető, hogy viszonylag méretes magjához képest vékony a köpenye.
A Mariner–10 küldetése alatt szerzett adatokból, valamint a földi megfigyelésekből arra lehet következtetni, hogy a Merkúr kérge 100–300 km vastag lehet. A Merkúr felszínének egyik megkülönböztető tulajdonsága az olykor több száz kilométer hosszúságú hátságok jelenléte. Úgy gondolják, ezek akkor jöhettek létre, mikor kihűlt a Merkúr magja és kérge még nem hűlt ki, de már megszilárdult.
A Merkúr magjának nagyobb a vastartalma, mint bármely más nagyobb bolygóé a Naprendszerben. Ennek magyarázatára már számos elmélet született. A legelfogadottabb elmélet szerint a fém–szilikát arány a kezdetekben megegyezett más kondritos meteoritok összetételében megtalálhatóakkal – bár eltért a Naprendszerben megszokott kőzetes alapú meteoritokétól – és akkori tömege a mostaniénak 2,25-szorosa lehetett. Azonban a Naprendszer történetének elején egy, saját súlyának 1/6-át nyomó objektummal ütközhetett. Az ütközés miatt elveszíthette eredeti kérgének és köpenyének nagy részét, s ezek után a megmaradt darabban viszonylag nagy volt a mag aránya. Hasonló folyamat során jöhetett létre a Föld Holdja is.
Egy másik forgatókönyv szerint a Merkúr a protoplanetáris korongból még azelőtt kialakulhatott, hogy a Nap energiatermelése stabilizálódott volna. Akkoriban a bolygó tömege a mainak kétszerese lehetett, de ahogy a Nap összehúzódott, a Merkúr közelében a hőmérséklet elérhette a 2500 – 3500 K-t, (a Celsius-fokban mért számok ezeknél 273-mal kisebbek), de elképzelhető akár a 10 000 K is. A Merkúr felszínén található kőzetek nagy része ilyen hőmérsékleten elpárologhatott, s ennek következtében olyan légkör jöhetett létre, amit a napszél el tudott magával ragadni.
Egy harmadik elmélet szerint a könnyebb összetevők hiányát az okozta, hogy a protoplanetáris korong elegendő vonzást fejtett ki a könnyebb részecskékre, ezzel megakadályozva azt, hogy a Merkúr ezeket magához vonzza. Minden elmélet más felszínt feltételez, és a két következő küldetés, a MESSENGER és a BepiColombo feladatai között is ott volt ezen elméletek ellenőrzése.

## Felszíni geológia

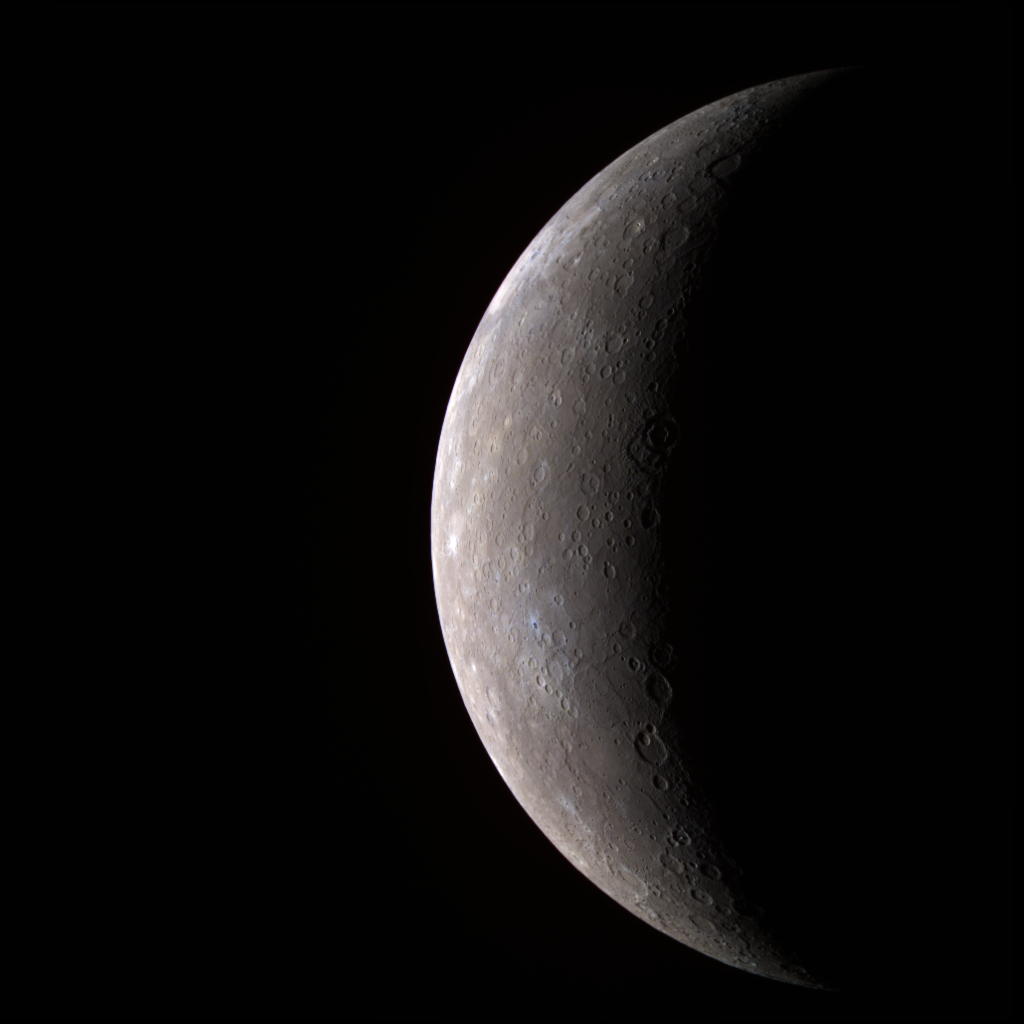
Az első, a MESSENGER által a Földre továbbított nagy felbontású fénykép a Merkúr felszínéről

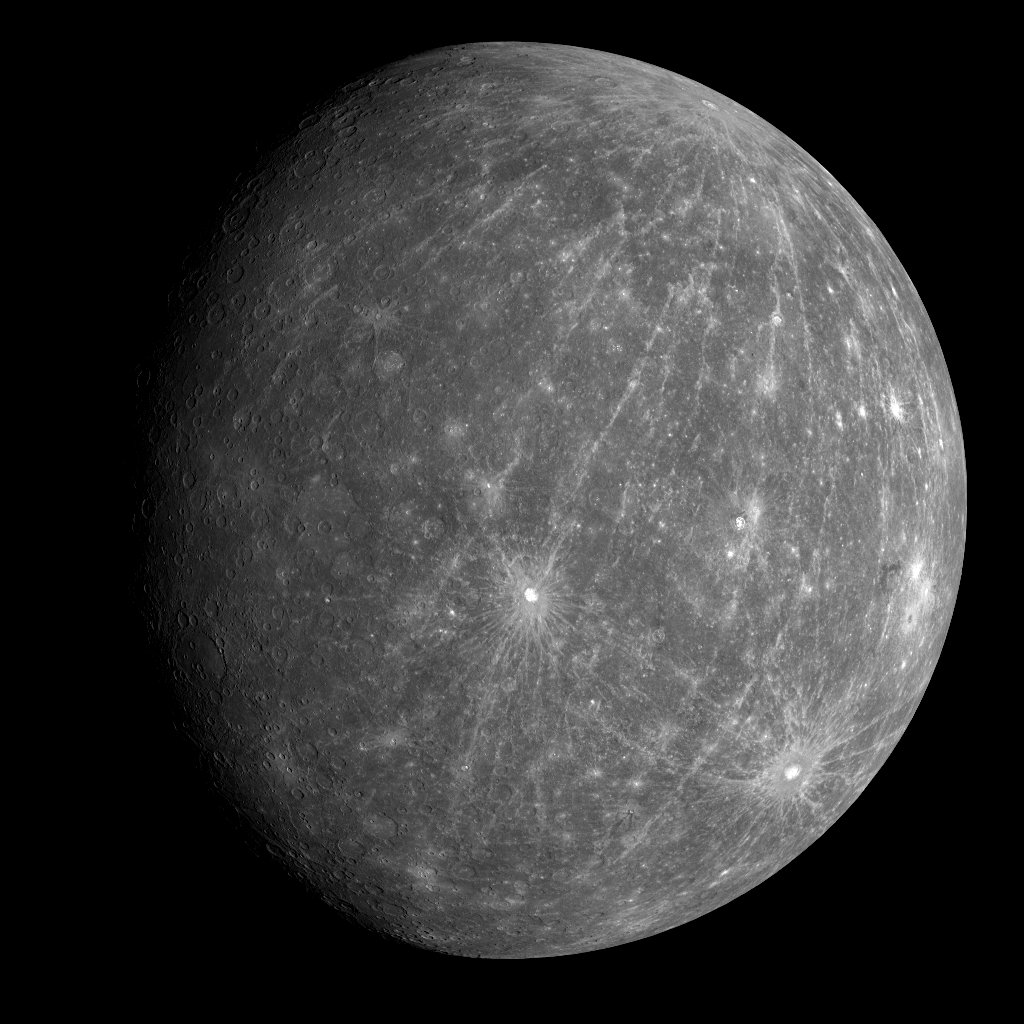
A MESSENGER második elrepülésekor készített fénykép, mely a Kuiper krátert ábrázolja, ami lent középen látható

A Merkúr felszíne megjelenésében nagyban hasonlít a Holdéra; kiterjedt tengerszerű síkságok és sok kráter jelzi, hogy felszíne már több milliárd éve változatlan. Mivel a Merkúr felszínéről ismertté vált dolgok a Mariner repülésének és a nagy felbontású űrtávcsövek megfigyeléseinek köszönhetők, ezt a bolygót ismerjük legkevésbé a Föld-típusú bolygók közül. A mostani MESSENGER-utazás eredményeinek feldolgozását követően bővülni fog ez a tudásállomány. Például a kutatók egy szokatlan krátert fedeztek fel, amelyben sugárirányban árkok húzódnak, és amit „pók”-nak neveztek el.
Az albedo jelenségek olyan területekre utalnak, melyeknek nagyobb a visszaverő-képessége. A Merkúron találhatóak gyűrt hegységek, a Holdon találhatókhoz hasonló felföldek, síkságok, sziklás vidékek, szakadékok és völgyek is.
A Merkúrt 4,6 milliárd évvel ezelőtti kialakulásakor és rövid ideig azt követően is sok üstökös- és aszteroidabecsapódás érte. Egy második hullám is elérhette, 3,8 milliárd évvel ezelőtt, amit „késői heves bombázás”-nak neveznek. Ezalatt a heves kráterkialakulásokkal jellemezhető időszak alatt teljes felszínén külső behatások érték, amit a légkör hiánya megkönnyített, mert ez sem lassította a becsapódásokat. Ebben az időben a bolygón heves vulkanikus aktivitás volt tapasztalható, amelynek következtében a Holdon megtalálható holdtengerekhez hasonló mélyedések jöttek létre. Ezek közé tartozik a Caloris-medence is.
Mióta 2008 októberében a MESSENGER elrepült a Merkúr mellett, a kutatóknak nagyobb rálátásuk van a Merkúr kaotikus természeti képére. A bolygó felszíne sokkal változatosabb, mint akár a Marsé, akár a Holdé, melyeknek hasonló tulajdonságokkal jellemezhető a felszíne (tengerek, felföldek stb.).

### Becsapódási medencék és kráterek

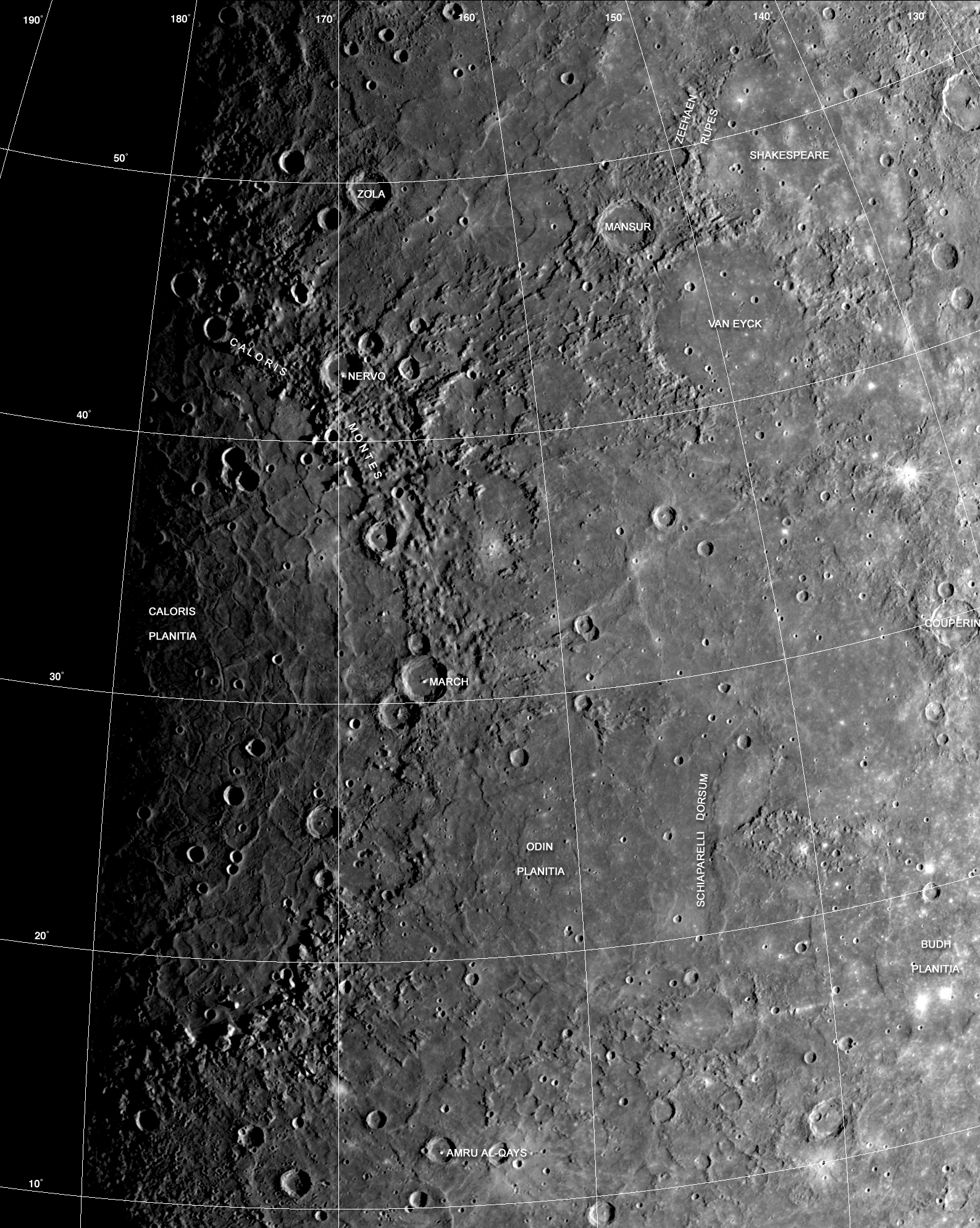
A Merkúr Caloris-medencéje a Naprendszer legnagyobb becsapódási képződménye

A Merkúron megtalálható becsapódási kráterek átmérője nagy szórást mutat. Vannak kis, labda méretű üregek is, de több száz kilométer átmérőjű medencék is. Időben sem mutatnak egységes képet. Vannak friss becsapódásoktól létrejöttek, de vannak erodálódott, régi kráterek is. A Merkúr kráterei abban különböznek a Holdon található társaiktól, hogy a becsapódások során kivetett anyag a Merkúr nagyobb felszíni gravitációja miatt a kráterhez közelebb hullt vissza.
A legnagyobb ismert kráterek az 1550 km átmérőjű Caloris-medence, és a Szkinakasz-medence (külső körének átmérője 2300 km). A Caloris-medencét létrehozó becsapódás olyan erőteljes volt, hogy egyrészt láva tört a felszínre, másrészt létrejött egy, 2 km magas, a krátert övező perem. A Merkúrnak a Caloris-medencével átellenes oldalán egy nagy, szokatlanul hegyes vidék fekszik, ami „Furcsa terep” néven vált ismertté. A keletkezésével kapcsolatos egyik elmélet szerint a Calorisnál történt becsapódás olyan lökéshullámokat hozott létre, amelyek a bolygót megkerülve a becsapódással ellentétes ponton találkoztak, és az így létrejött nyomás széttördelte a felszínt. Egy másik elmélet szerint az átellenes ponton a becsapódás által kidobott anyag miatt alakult ki ez a felszín.
A Merkúr eddig feltérképezett területén eddig összesen 15 becsapódási medencét találtak. A többi híres medence közé tartozik a 400 km széles, több gyűrűből álló Tolsztoj-medence, melynek törmelékei gyűrűjétől 500 km-re is eljutottak, és területét sima, sík anyagok borítják. A Beethoven-medence karimája is nagyjából ugyanekkora, 625 km átmérőjű. A Hold felszínéhez hasonlóan a Merkúrén is észrevehetőek az űrbéli időjárás nyomai. Ezek közé tartozik a napszél és a mikrometeoroidok becsapódásainak nyomai.

### Síkságok
A Merkúron két, földrajzilag elkülöníthető síkság van. A kráterek közötti enyhén hegyes síkságok a Merkúr legrégebben kialakult felszíni formái, amelyek idősebbek a kráterekkel sűrűn borított területeknél is. A kráterek közötti síkságok több korábbi krátert elfednek, és emiatt itt csak csekély számú, 30 km átmérőjűnél kisebb kráter található. Ezekről nem lehet tudni, hogy vulkanikus vagy becsapódási eredetűek-e. A kráterek közötti síkságok nagyjából az egész bolygón egyenletesen megtalálhatók.

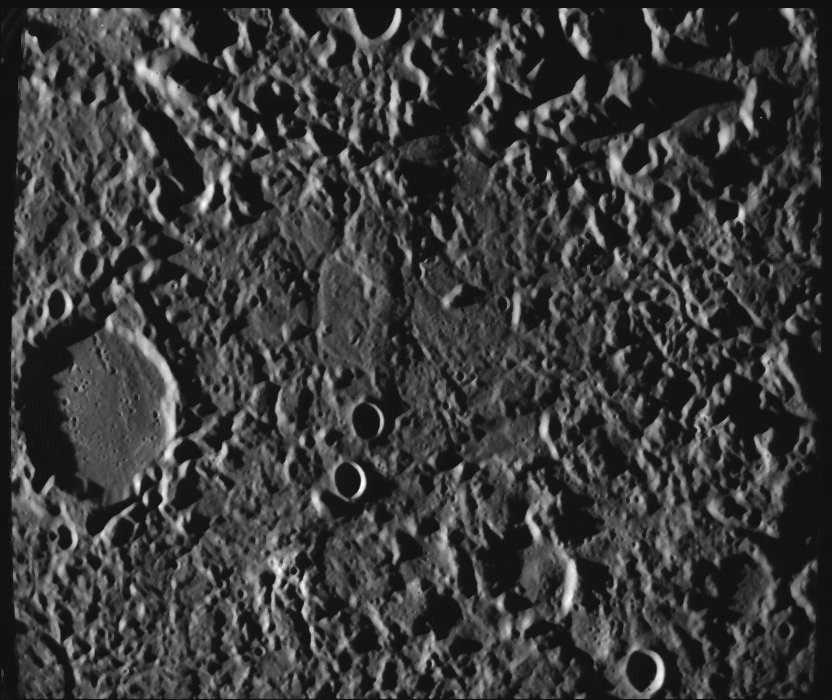
Az úgynevezett “Furcsa terep” a Caloris-medencével átellenesen, annak kialakulása nyomán jött létre

A sík területek mindenfelé megtalálhatóak, eltérő méretűek, és nagyban emlékeztetnek a holdtengerekre. Mindezek közül a legismertebb a Caloris-medence. Az egyetlen észrevehető különbség az itteni és a holdtengerek síkságai között az, hogy az itteni sík területeknek ugyanaz az albedója, mint a régebbi, kráterek közötti síkságoké. Annak ellenére, hogy hiányoznak a vulkanikusság egyértelmű jellemzői, a síkságok alakja vulkáni eredetre utal. Minden merkúri sima síkság sokkal később alakult ki, mint a Caloris-medence. A Caloris-medence alja egy geológiailag teljesen elkülöníthető síkság, amit hegygerincek és törések szabdalnak nagyjából sokszögű területekre. Nem világos, hogy a becsapódások által létrejött vulkáni lávából, vagy egy nagy területre kiterjedő olvadás eredményeképp jöttek létre.
A bolygó felszínének egyik jellegzetessége a sok nyomástól keletkezett gyűrődés, amely keresztezi a síkságot. Úgy gondolják, hogy amikor a bolygó belseje kihűlt, akkor összehúzódott, és a felszíne elkezdett eldeformálódni. A gyűrődések más képződmények tetején is megfigyelhetők: ezek közé tartoznak a kráterek és a síkságok is, és ez arra utal, hogy a deformálódás sokkal később történt. A Merkúr felszínét erős árapályerők is alakítják, amik a Nap közelsége miatt 17-szer erősebbek, mint a Hold hasonló hatása a Földre.

### Merkúri sztratigráfia
A Merkúr felszíne igen hasonló a Holdéhoz. Ezért a holdi sztratigráfia alapján a kőzettestek tulajdonságait, a felszíni rétegek átfedési viszonyait a Mariner–10 fényképfelvételeiről határozták meg. E merkúri rétegtani térképezés összefoglalása az a rétegtani oszlop, amit – a holdihoz hasonlóan – egy lépcsőzetes azték piramis formájában mutatunk be. Ebben fölsoroljuk a merkúri rétegtan fő emeleteit, melyek egyúttal a kőzetképződés nagy korszakait is jelentik.
A Merkúron a sugársávos kráterek a legfiatalabbak (Kuiperi emelet), ezeket követik lejjebb a még mindig fiatalosan tagolt morfológiájú, de már sugársáv nélküli kráterek (Manszuri emelet). Mindkét fiatalabb emelet rétegei többnyire csak kráternyi foltokban vannak jelen a Merkúr felszínén. A foltnyi rétegtani egységek alatt nagy kiterjedésű kőzettesteket alkotó három emelet következik. Az egyik a Caloris-i síkságoké, amelyek a Caloris-medencéhez kapcsolódnak, főleg azt ölelik körül. Lejjebb következik magának a Caloris-medence kidobott takarójával definiált réteg, a Caloris-i emelet. Ez alatt egy másik, még idősebb egység, a Tolsztoj-medencéről elnevezett Tolsztoji emelet következik. Végül legalul fekszik a krátermezőkkel borított terravidékek pre-Tolsztoji emelete.

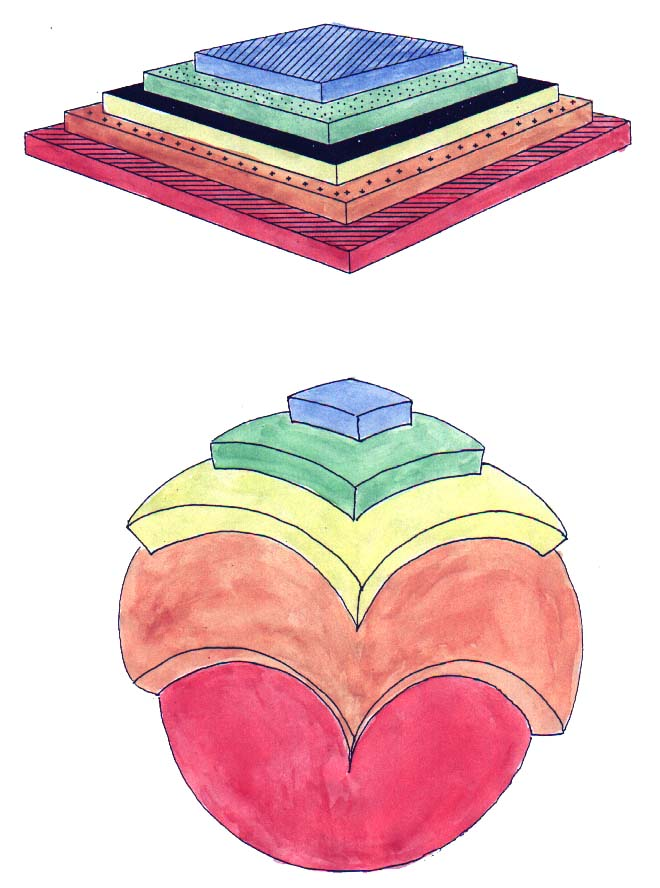
A merkúri sztratigráfia emeletei

A merkúri sztratigráfia idealizált rétegtani piramisa: Felülről rendre a következő rétegtani egységek sorakoznak:
- A. Kuiperi (fiatal, sugársávokkal is rendelkező kráterek tartoznak ide),
- B. Manszuri (fiatal, de sugársáv nélküli kráterek tartoznak ide),
- C. Caloris-i síkságok (a Caloris-medence kialakulását követően történt lávaelöntések, kidobott takarók tartoznak ide),
- D. Caloris-i (a Caloris-medence kialakulásától kezdve képződött rétegek tartoznak ide),
- E. Tolsztoji (minden Caloris-medence előtti, de a Tolsztoj medence keletkezése utáni kőzettest ebbe a rétegtani emeletbe tartozik).
- F. pre-Tolsztoji (minden Tolsztoj medence előtti kőzettest ebbe a rétegtani emeletbe tartozik).

## Felszíni viszonyok és légkör
A Merkúron az átlagos középhőmérséklet 169,35 °C de ez -173 °C és 426 °C között változhat, a napsugárzás éppen aktuális állapotának megfelelően. A bolygó sötét oldalán az átlagos hőmérséklet -162 °C. A napfény intenzitása a Merkúr felszínén általában a napállandó 4,59 és 10,61-szorosa között változik. (1370Wm‒2).

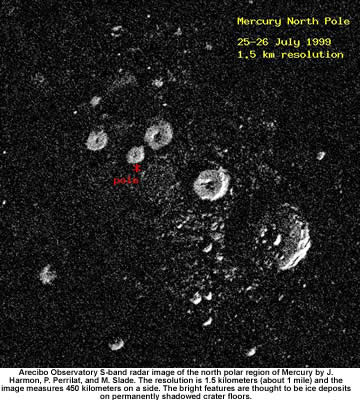
A Merkúr északi sarkáról készített radarfelvétel

A felszínén általában tapasztalható igen magas hőmérséklet ellenére a megfigyelések nagyon komolyan arra utalnak, hogy jég található a Merkúr felszínén. A sarkok környékén lévő kráterek mélyét soha nem éri közvetlen napfény, itt a hőmérséklet jelentősen a bolygón mért átlaghőmérséklet alatt van. A vízjég élesen kivehető a radarokkal a 70 méteres Goldstone teleszkóp, valamint az 1990-es évek elején a VLA is azt jelezte, hogy a sarkok környékén igen erősen visszaverődtek a radarok jelei. Bár nem csak vízjég eredményezhet ilyen visszaverődéseket, a csillagászok mégis úgy gondolják, hogy itt ez a legvalószínűbb.
A remények szerint a jeges terület csak pár méter mélyen van, s az itteni réteg nagyjából 1014–1015 kg jeget rejt. Összehasonlításképpen a Földön az Antarktika belsejében nagyjából 4·1018 kg, a Mars déli sapkájában pedig nagyjából 1016 kg víz van. A merkúri jég nagyobb részt a becsapódó üstökösökből származik, kisebb része (nagyjából 10%) a napszél hatására alakul ki. Ez utóbbi mechanizmusa az, hogy a Napból származó protonok becsapódnak a felszínbe, ott kémiai reakcióba lépnek a talajban lévő hidroxil-csoportokkal (-OH), amiből víz keletkezik. A víz egy része azonnal elpárolog, más része árnyékos kráterekbe hullik, ott felhalmozódik, és az alacsony hőmérséklet miatt meg tud maradni.

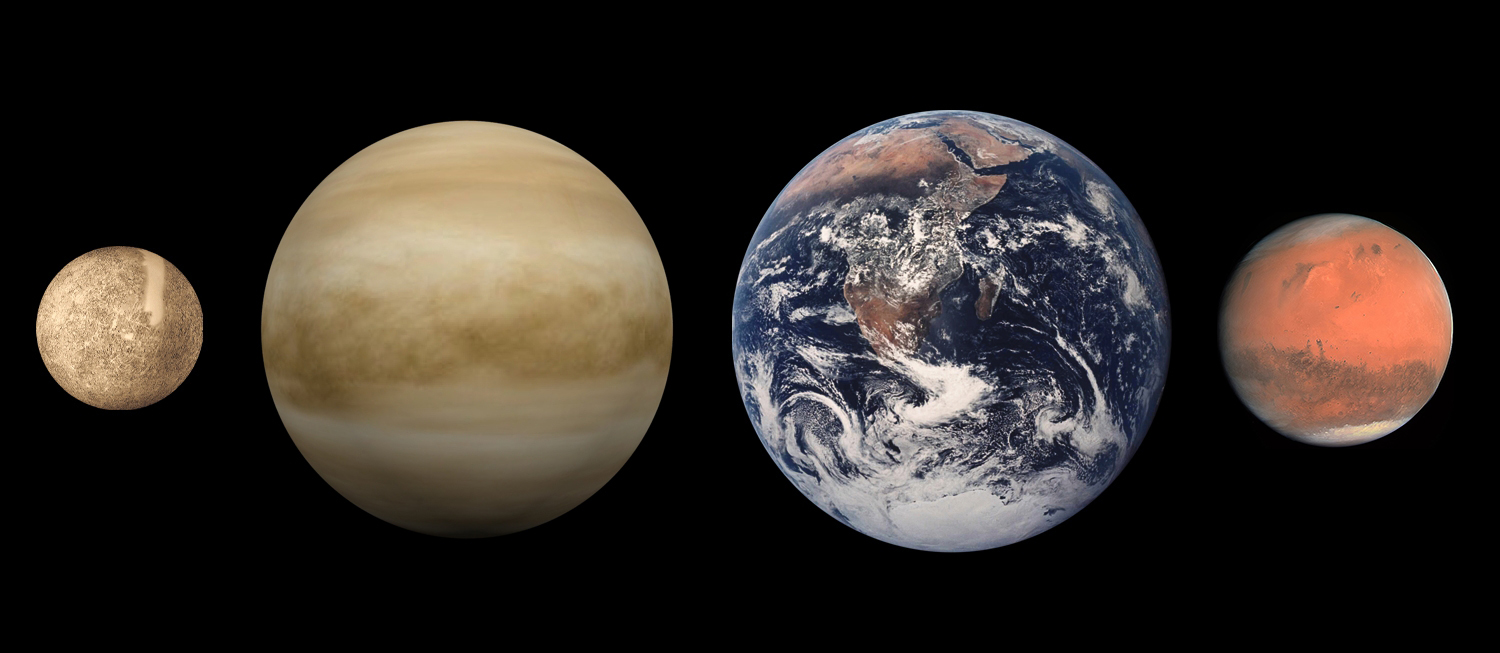
A Föld-típusú bolygók összehasonlítása méretük alapján.
(balról jobbra) Merkúr, Vénusz, Föld és Mars

A Merkúr gravitációs tere túl kicsi ahhoz, hogy huzamosabb ideig meg tudjon tartani maga körül gázokat, bár létezik körülötte egy talajközeli exoszféra. Ennek összetevői között megtalálható a hidrogén, a hélium, az oxigén, a nátrium, a kalcium és a kálium. Az exoszféra nem stabil. Az atomok eltűnnek, majd számos forrásból ismét létrejönnek. A hidrogén és a hélium talán a napszéllel jön, szétterjed a Merkúr mágneses terében, majd visszaszökik az űrbe. A Merkúr kérgében lévő anyagok radioaktív bomlásával is juthat a levegőbe hélium. Így jut ide nátrium és kálium is. Vízgőz is van a Merkúron, mely több útvonalon keresztül érhette el a bolygót. Ezek közé tartozik a bolygó felszínét elérő üstökösök, a kicsapódások oda is eljuttathatták a vizet, ahol előtte a napszél részeként vagy a Merkúr szikláinak összetevőjeként még nem jelent meg. (Mindkettő tartalmaz hidrogént és oxigént is.) Még ott lehet vizet találni ezen a bolygón, ahol a felszín formájának köszönhetően kis méretű jégtárolók alakultak ki – leginkább a kráterek sötét oldalán – ahol a Naprendszer létrejötte óta eltelt idő alatt kerülhetett oda víz. A MESSENGER nagy arányban talált kalciumot, héliumot, hidroxidot, magnéziumot, oxigént, káliumot, szilíciumot, nátriumot és vizet. A vízhez kapcsolódó ionok – mint amilyen az O+, az OH‒ és a H2O+ jelenlétére utaló nyomok nagy meglepetést okoztak. Mivel nagy mennyiségben találtak ezekből az ionokból a Merkúrt körülvevő űrbéli tájban is, a kutatók arra gondolnak, hogy a napszél szakította ki ezeket a bolygó exoszférájából.
A káliumot és a nátriumot az 1980-as években fedezték fel az atmoszférában. Úgy gondolják, ezek a mikrometeoritok becsapódásainak következtében töredezhettek le a Merkúr köveiről. Mivel ezek az anyagok visszaverik a napsugarakat, a földi megfigyelőállomásokból könnyen észre lehet venni jelenlétüket az atmoszférában. A tanulmányok arra utalnak, hogy a nátrium által visszavert jelek egy része kapcsolatba hozható a bolygó mágneses pólusaival. Ez a magnetoszféra és a felszín közötti kölcsönhatásra utal.
A MESSENGER űrszonda neutron-spektrométerének mérései alapján a kutatók megállapították, hogy a felszín sötét színét a becsapódások miatt felszínre kerülő grafit okozza.

## A mágneses tér és a magnetoszféra

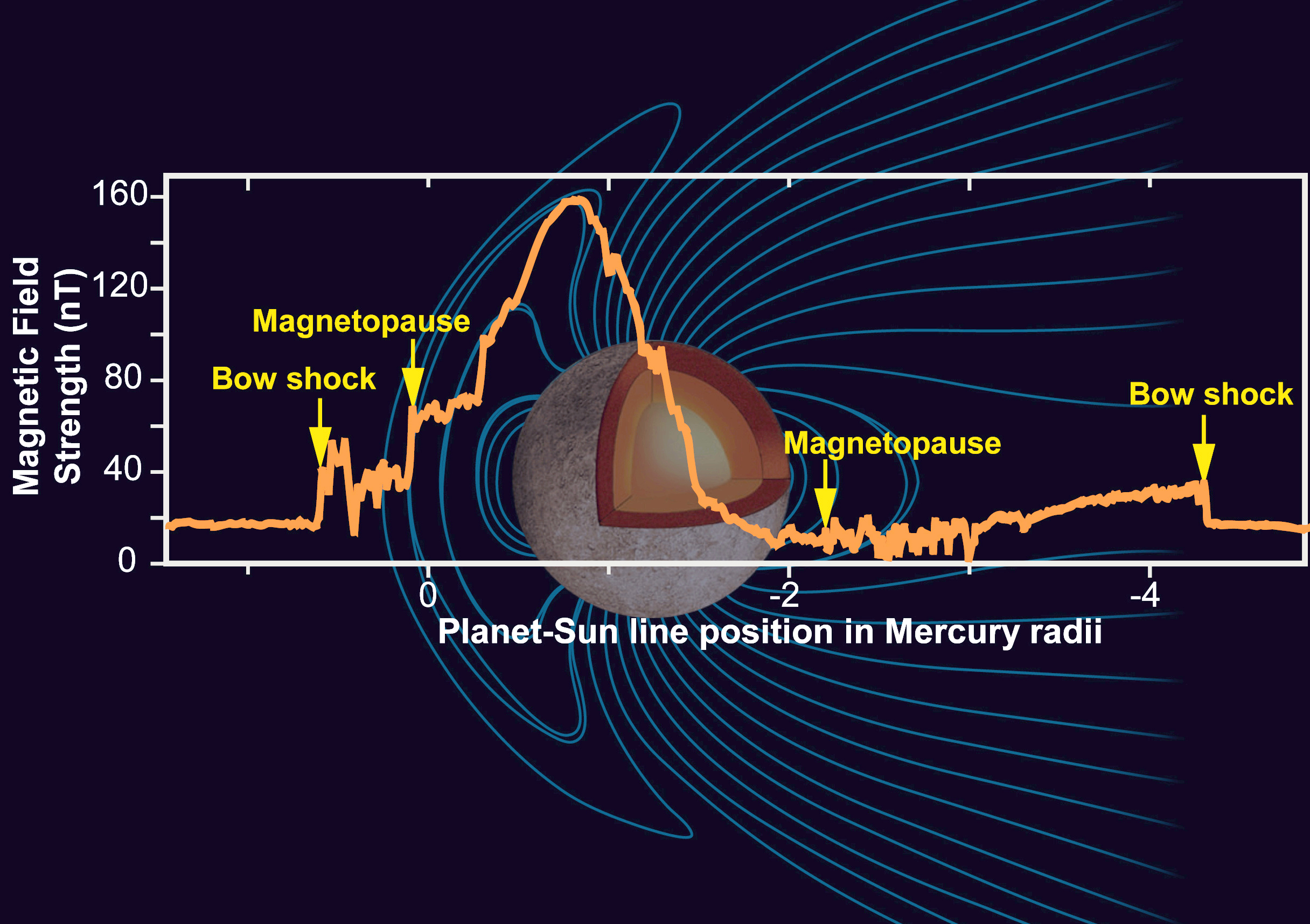
A grafikon a Merkúr mágneses terének relatív erősségét jelzi

Kis mérete és viszonylag hosszú, 59 napos forgási ideje ellenére a Merkúrnak jelentős, és lényegében az egész bolygóra kiterjedő mágneses tere van. A Mariner–10 által végzett mérések alapján ennek ereje a földinek 1,1%-a. A merkúri egyenlítőnél mért mágneses térerősség 300 nT. A Földhöz hasonlóan a Merkúr mágneses tere is dipoláris. Azonban a Földdel ellentétben ezek a mágneses pólusok a forgástengellyel közel egy vonalba esnek. Mind a Mariner–10, mind pedig a MESSENGER által az űrből végzett mérések azt támasztják alá, hogy mágneses tér alakja és erőssége állandó.
Valószínű, hogy a Földhöz hasonlóan itt is a dinamóhatásnak megfelelő módon jön létre a mágneses tér. A dinamóhatást a bolygó olvadt magjában vándorló vastartalom okozhatja. Eléggé jelentős árapály jelenséget okoz a bolygó pályájának excentricitása, és ez az oka annak is, hogy a mag folyékony marad. Ez szükséges a dinamóhatáshoz.
Bár a Merkúr mágneses tere annyira kicsi, hogy beleférne a Földbe, mégis elég erős ahhoz, hogy magnetoszférát hozzon létre, és az a napszelet eltérítse a bolygó környezetében, valamint hogy befogja a napszélplazmát. A Mariner–10 űrszonda által végzett megfigyelések a bolygó sötét oldalán a magnetoszférában kis energiatartalmú plazmát talált, ami a bolygó magnetoszférájának dinamikájára utal.

## Forgása és keringése

A Merkúr keringése

A Merkúr pályája a leginkább excentrikus a Naprendszer bolygói közül. Excentricitása 0,21, a Naptól mért távolsága 46 és 70 millió kilométer között változik. Egy keringési idő hossza 88 nap. A bal oldali diagram bemutatja az excentricitás hatásait: a Merkúr pályáját összehasonlítja egy körpályával úgy, hogy a pályák fél nagytengelye megegyezik. A bolygó nagyobb sebességét a perihélium közelében jól szemlélteti az ötnapos időszak alatt megtett nagyobb távolság.
A Merkúr pályája a Földével – és így az ekliptika síkjával – 7°-os szöget zár be, mint ahogy az a jobb oldali diagramon látható. Ennek eredményeképpen a Merkúr a Földről nézve csak akkor vonul át a Nap korongja előtt, ha a pályáján épp akkor metszi az ekliptika síkját, amikor a Föld és a Nap között található. Erre átlagosan hét évente kerül sor.

A Merkúr pályája az aszcendens pontból (lent) és 10°-kal fölötte (fent)

A Merkúrnak lényegében nincs tengelyhajlása, a meglévőnek a mértéke 0,027°. Ez lényegesen kisebb a Jupiterénél, amelynek a Naprendszer bolygói között a második legkisebb, 3,1°. Ez azt jelenti, hogy a Merkúr egyenlítőjén álló megfigyelő ottani idő szerint délben a Napot a zenittől északra vagy délre 2 szögperc távolságon belül mindig megtalálja. Ugyanakkor viszont a Nap a Merkúr sarkain sosem emelkedik 2,1 szögpercnél magasabbra.
A Merkúr felszínén a megfigyelő egy bizonyos alkalommal a következő helyzetbe kerülhet: látja, ahogy a Nap félig felkel, majd ugyanott lenyugszik és felkel ismét, mindezt ugyanazon merkúri napon belül. Ennek az a magyarázata, hogy nagyjából négy nappal a perihélium elérése előtt a Merkúr forgási szögsebessége pontosan megegyezik a keringési szögsebességével, így a Nap látszólagos mozgása abbamarad, majd a perihélium felé tovább közeledve úgy látszik, mintha a Nap visszafelé menne. Négy nappal a perihélium elhagyását követően visszaáll a Nap megszokott mozgásiránya.

### A perihélium tulajdonságai

Egy keringési idő alatt a Merkúr 1,5-szer fordul meg, így két teljes keringési idő elteltével lesz ugyanaz a félteke látható

A 19. század folyamán Le Verrier francia matematikus észrevette, hogy a Merkúr pályájának lassú precesszióját nem lehet a newtoni mechanika eszköztárával és a többi ismert bolygó zavaró hatásával megmagyarázni. Felvetette egy Naphoz még közelebb elhelyezkedő égitest létezését, amely felelős lehet ezért a zavarért. (Mások ezt a Nap lapultságával próbálták magyarázni.) Amikor az Uránusz pályájának zavarai alapján megtalálták a Neptunuszt, a kutatók egyre jobban hittek ennek a feltételezett bolygónak a létezésében. Olyannyira, hogy még nevet is adtak neki: Vulkánnak hívták. Azonban ilyen bolygót soha nem találtak.
A 20. század elején Albert Einstein általános relativitáselmélete megmagyarázta a zavar okát. A hatás nagyon kicsi. A Merkúr perihéliumánál a többlet évente 42,98 szögmásodperc száz év alatt, így kicsit több mint 12 000 000 merkúri év kell, hogy kitegyen egy teljes kört. Hasonló, de sokkal kisebb mértékű hatás más bolygóknál is megfigyelhető: ennek az értéke a Vénusznál száz évente 8,62 szögmásodperc, a Földnél 3,84, a Marsnál 1,35, az 1566 Ikarusznál pedig 10,05 szögmásodperc.

### A forgás és a keringés rezonanciája
Több éven át úgy gondolták, hogy a Merkúrnak mindig csak az egyik oldalát éri napfény, mivel a forgási és keringési ideje megegyezik. Ebben az esetben ugyanaz lenne a helyzet, mint a Föld és a Hold esetében. Azonban 1965-ben radarokkal végzett megfigyelések bebizonyították, hogy a keringési és a forgási periódus között 3:2 arány áll fenn, ami azt jelenti, hogy a Merkúr háromszor fordul meg saját tengelye körül, míg kétszer megkerüli a Napot. A Merkúr excentricitása tartja fenn ezt a stabil állapotot
A csillagászok eredeti elképzelésére az a magyarázat, hogy mikor a Merkúr olyan pontban volt, hogy a legjobban meg lehetett figyelni, ennek a 3:2 aránynak mindig ugyanabban a fázisában volt, s mindig ugyanazt a felét mutatta a Föld felé. Ennek az a mélyebb magyarázata, hogy a Merkúr keringési ideje majdnem pontosan fele a Földdel történő együttállások időközének. Mivel a Merkúr forgási és keringési szögsebessége között fennáll ez a 3:2 arány, egy szoláris nap – a Nap két delelése között eltelt idő – a Merkúron nagyjából 176 földi napig, a sziderikus idő – egy tengely körüli fordulat ideje – pedig nagyjából 58,7 földi napig tart.
Az évmilliókra vonatkozó pályaszámítások azt mutatják, hogy a Merkúr pályájának excentricitása kaotikusan változik a 0 (kör alakú pálya) és 0,47 értékek között. Ez magyarázhatja a Merkúrnál a 3:2-es rezonanciát (ellentétben a sokkal gyakoribb 1:1-gyel), mivel ennek az állapotnak a kialakulása sokkal valószínűbb a nagy excentricitás időszakában.

## Megfigyelése
A Merkúr legnagyobb látszólagos fényessége a Szíriuszénál is nagyobb lehet, hiszen fényessége -2,0 és 5,5 magnitúdó között mozog. A Naphoz viszonyított közelsége viszont megnehezíti megfigyelését, mert az idő túlnyomó részében elveszik a csillag ragyogásában. A Merkúrt csak rövid ideig, korán reggel pirkadatkor vagy késő este szürkületkor lehet vizsgálni. A Hubble űrtávcső nem tud a Merkúrral kapcsolatos megfigyeléseket végezni, mert olyan biztonsági rendszer üzemel benne, amely megakadályozza, hogy a Naphoz túl közel vizsgálódjon, nehogy megsérüljön valamelyik alkatrésze.
A Holdhoz hasonlóan a Merkúrnak is vannak a Földről megfigyelhető fázisai. Ez is az „új”-jal kezdődik, majd elkezd a Merkúr is hízni, míg el nem éri a „teli” állapotot, majd ismét fogy, míg el nem tűnik. Mivel a Nappal együtt kel és nyugszik, ezért ezek a változások nagyrészt láthatatlanok. Az első és a harmadik negyed idején van a legnagyobb kitérése keletre, illetve nyugatra. Ilyenkor a Merkúrnak a Naptól való szögtávolsága 17,9° (perihélium idején) és 27,8° (aphélium idején) közötti bármely érték lehet. A legnagyobb nyugati kitérés idején a Merkúr a Nap előtt kel, a legnagyobb keleti kitéréskor a Nap után nyugszik.
A Merkúr legnagyobb földközelségét átlagosan 116 naponként éri el, de a bolygó pályájának excentricitása miatt ez az időtartam 111 és 121 nap között változik. A Merkúr legjobban 77 millió kilométerre tudja megközelíteni a Földet, de mostanság nem jön 82 millió kilométernél közelebb. 8-15 napig úgy lehet érzékelni a Földről, mintha a Merkúr pályáján retrográd irányba mozogna. Ennek megfigyelésére a találkozás előtt és után is alkalom nyílik. Ez a nagy változatosság szintén a bolygó pályája excentricitásának köszönhető.
A Merkúrt sokkal gyakrabban lehet könnyedén megfigyelni a Föld déli féltekéjén, mint az északin. Erre leginkább legnagyobb nyugati kitérésekor – a déli féltekén ősz elején – és legnagyobb keleti kitérésekor – a déli féltekén tél végén – van lehetőség. Mindkét esetben a Merkúr és az ekliptika által bezárt szög maximális, melynek következtében pár órával napfelkelte előtt kel a bolygó az előbbi esetben, illetve több órával napnyugta után is észlelhető még az utóbbiban. Leginkább az olyan mérsékelt égövi déli országokban figyelhetőek meg ezek a jelenségek, amelyek Argentínával és Új-Zélanddal egy szélességi körön vannak. Ezzel ellentétben az északi mérsékelt égövön szinte soha sincs a horizont fölött a még vagy már többé-kevésbé teljesen sötét égbolton. Több bolygóhoz és fényes csillaghoz hasonlóan teljes napfogyatkozások alkalmával a Merkúr is látható.
A Merkúr a Földről nézve akkor a legfényesebb, amikor „dagadt” állapotban van akármelyik negyed és a teli állapot között. Bár a bolygó messzebb van akkor a Földtől, amikor „dagadt”, mint amikor „kifli” alakú, ezt túlkompenzálja a nagyobb fényes terület az előbbi esetben. A Vénuszra ennek az ellenkezője igaz: ez akkor tűnik világosabbnak, amikor vékony kifli, mert ekkor sokkal közelebb van a Földhöz, mint amikor dagadt, és a vékony közeli kifli területe a nagyobb.

## A Merkúr tanulmányozása

### Ókori csillagászok
Az első ismert megfigyeléseket a NUR.AOIN táblákon jegyezték fel. Ezeket a megfigyeléseket valószínűleg egy asszír csillagász készíthette az időszámításunk előtti 14. század környékén. A MUL.APIN táblán a Merkúr megnevezésére használ ékírásos szó átírva UDU.IDIM.GU4.UD („Az ugró bolygó”). A babilóniaiak már az i.e. 1. évezredben készítettek feljegyzéseket erről a bolygóról. Ők Nabúról, mitológiájukban az istenek hírnökéről nevezték el.
A ókori görögök Hésziodosz idejében a bolygót a gyűjtögető jelentésű Στίλβων (Sztilbon) valamint Ἑρμάων (Hermaon) néven ismerték. Később a görögök a napfelkeltekor látható égitestet Apollónnak, a szürkületkor előbukkanót pedig Hermésznek nevezték. Azonban az i.e. 4. században a görög csillagászok rájöttek, hogy ugyanazt az égitestet illetik két külön névvel. A rómaiak a bolygót a saját fürgelábú hírnök istenükről, Merkúrról (latinul Mercuriusról) nevezték el. Azért kapta ezt a nevet, mert gyorsabban áthaladt az égen, mint akármelyik másik bolygó. A név a görög Hermész római megfelelője.
Az ókori Kínában a Merkúrt Csenshin, Óracsillag néven ismerték. Az északi iránnyal azonosították, és a Vuhszing rendszerben a víz szaka volt. A hindu mitológiában a Merkúrt Buddhának nevezték, és úgy gondolták, ez az isten uralja a szerdát. A germán mitológia Odin (vagy Wotan) istenét szintén a Merkúrral azonosították, és a szerda neve egyes nyelvekben (angol, német) a Wotan napja kifejezésből származik. A maják a Merkúrt bagolyként ábrázolták (vagy négy bagolyként: kettő jelképezte a pirkadatkor láthatót, kettő pedig a szürkületkor előbukkanót), s úgy gondolták, a túlvilágra ez a bolygó viszi a híreket.

### A Földön végzett távcsöves megfigyelések

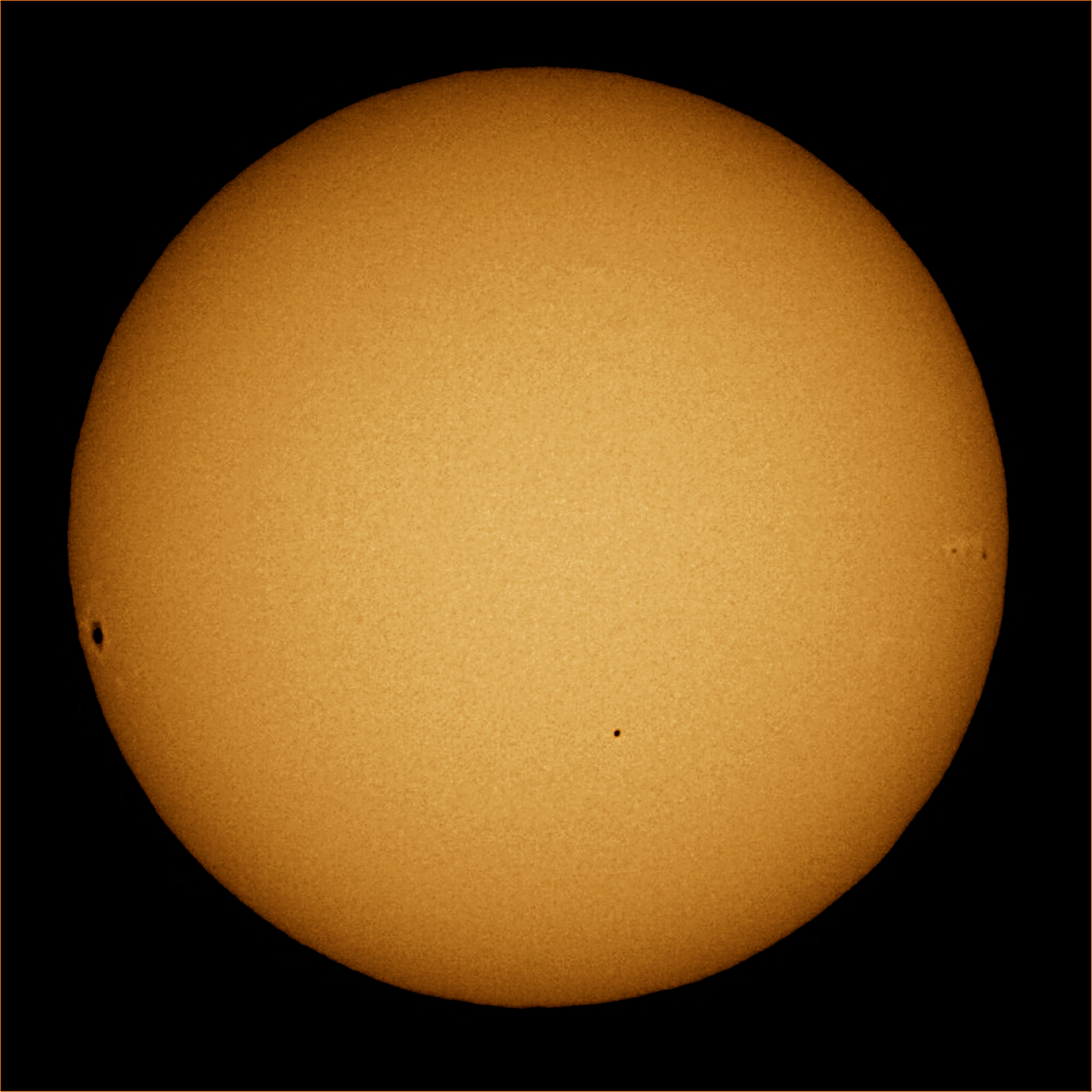
A Merkúr átvonulása. A Merkúr az alsó középpontban látható kis pont, amint átvonul a Nap előtt. A kép bal oldalán látható sötét folt egy napfolt

A Merkúr első távcsöves megfigyelését Galilei végezte el a XVII. század elején. Bár ő vizsgálta a Vénusz fázisait, távcsöve nem volt elég erős ahhoz, hogy ezeket a jelenséget a Merkúron is megfigyelje. 1631-ben Pierre Gassendi figyelte meg először egy bolygó átvonulását a Nap előtt, s ez a Merkúrnak a Kepler által előre jelzett átvonulása volt. 1639-ben Giovanni Zupi távcső használatával felfedezte, hogy a Merkúr pályatulajdonságai hasonlóságot mutatnak a Vénuszéhoz és a Marséhoz. A vizsgálat végkövetkeztetése az volt, hogy a Merkúr a Nap körül kering.
Nagyon ritka csillagászati esemény az, ha egy bolygó úgy halad el egy másik előtt, hogy azt a Földről meg lehet figyelni. A Merkúr és a Vénusz néhány száz évenként így takarják el egymást, és az 1737. május 28-ai ezek közül az egyetlen, amit csillagászok meg is figyeltek. Ezt John Bevis látta a Greenwichi Királyi Obszervatóriumból. Legközelebb a Vénusz a Merkúrt 2133. december 3-án fogja eltakarni.
A Merkúr észlelésének nehézsége okozza azt, hogy sokkal kevesebb megfigyelést végeztek vele, mint a többi bolygóval kapcsolatban. 1800-ban Johann Schröter tanulmányozta a bolygó felszíni adottságait, s azt állította, hogy 20 km magas hegyeket is talált. Friedrich Bessel Schröter rajzainak felhasználásával úgy számolta, hogy a bolygó forgási ideje 24 óra, tengelyének dőlésszöge pedig 70°. Az 1880-as években Giovanni Schiaparelli sokkal pontosabban feltérképezte a bolygót, és arra jutott, hogy a Merkúr tengelyforgási ideje 88 nap lehet, ami az árapályerők blokkoló hatása miatt megegyezhet a keringési idővel. Ez a jelenség a szinkronforgás, s megfigyelhető a Föld és a Hold viszonylatában. A Merkúr feltérképezésére irányuló erőfeszítések sorát Eugenios Antoniadi folytatta, aki 1934-ben jelentette meg megfigyeléseit és térképét is tartalmazó könyvét. Sok jelenség, így például a Merkúr felszínén megfigyelhető albedó jelenségek Antoniaditól kaptak nevet.
1962 júniusban a Szovjet Tudományos Akadémia Rádióműszaki és Elektronikai Intézetében a Vlagyimir Kotyelnyikov vezetésével dolgozó szovjet kutatók bocsátottak ki olyan radarjelet, mely elérte a Merkúrt, annak felszínéről visszaverődött, és ezt a kutatók be is tudták fogni. Ezzel kezdődött el a bolygó radaros vizsgálata. Három évvel később az amerikai Gordon Pettengillnek és R. Dyce-nek a 300 méteres Puerto-Ricó-i Arecibo Obszervatórium rádiótávcső használatával sikerült kimutatnia, hogy a bolygó forgási ideje körülbelül 59 nap. Elterjedtté vált az az elmélet, mely szerint a Merkúr forgási és keringési ideje megegyezik, így a rádióteleszkópos vizsgálatok eredményeinek bejelentése nagy meglepetésként érte a csillagászokat. Ha a forgási és keringési idő megegyezne, a bolygó sötét oldala túlságosan hideg lenne, de a rádiótávcsöves mérések eredményei azt mutatták, hogy ez a rész a vártnál sokkal melegebb. Ennek eredményeképp a csillagászok elfelejthették addigi elméletüket, és olyan alternatív eljárást kellett kidolgozniuk, mellyel meg tudták magyarázni a megfigyelt melegedést.
Giuseppe Colombo olasz csillagász megjegyezte, hogy a forgási idő nagyjából 2/3-a a keringési időnek, és a kapcsolatra egy új formulát határozott meg, mely szerint ez az arány nem az eddig bevett 1:1, hanem a valóságot sokkal jobban leírja a 3:2-es arány. A Mariner–10-től érkező adatok alátámasztották ezt az álláspontot. A 3:2-es arány a Merkúr excentrikus pályájának a következménye, mivel a Nap perihélium idején nagyobb árapályt kelt, s ez a bolygó nagyobb sebességével együtt gyorsítja a forgását. Ebből az is következik, hogy sem Schiaparelli, sem pedig Antoniadi nem "téved". Épp ellenkezőleg. A csillagászok minden pillanatban ugyanazokat a jellemzőket látták és jegyezték minden második keringés után, míg a közbeeső észleléseket hamisnak minősítették.
A földi megfigyelések nemigen tudtak többet feltárni a legbelső bolygóról, a legtöbb alapvető tulajdonságát akkor ismertük meg, amikor űrszondák látogatták meg a Merkúrt. Mindenesetre a technológia legújabb eredményei javították a földi megfigyelések minőségét. 2000-ben a Wilson-hegyi Obszervatórium 1,5 méteres Hale-teleszkópjával nagy szögfelbontású, szerencsés képalkotás módszerű („lucky imaging”) megfigyeléseket végeztek. Ekkor kapták az első képeket olyan területek felszíni alakzatairól, amelyeket a Mariner-program nem vizsgált. Későbbi képek bizonyítékot szolgáltattak egy olyan dupla gyűrűs becsapódási medencéről, amelyik nagyobb a Caloris-medencénél is. Nem hivatalosan a Szkinakasz-medence nevet kapta. A bolygó legnagyobb részét az Arecibo Obszervatórium rádióteleszkópja térképezte fel 5 km-es felbontással, ami sarki lerakódásokat észlelt kráterek árnyékos mélyén, és ami talán vízjég lehet.

### Megfigyelése űrszondákkal
A Merkúrt a Földről elérni a kezdetekben nagy kihívást jelentett. Ez abból adódott, hogy a bolygó pályája sokkal közelebb van a Naphoz, mint a Földé. Egy olyan űreszköznek, mely el akarja érni a Merkúrt, 91 millió kilométer mélyen be kell mennie a Nap gravitációs potenciálgödrébe. A Föld 30 km/s-os pályasebességéről egy a Merkúr közelébe vivő Hohmann-átszállópályájára történő átálláshoz szükséges sebességváltozás a többi bolygóközi küldetéssel összehasonlítva nagy érték.
A Nap potenciálgödrébe történő egyre mélyebb behatolás során a felszabaduló helyzeti energia mozgási energiává alakul át, s emiatt ismét nagymértékben meg kell változtatni a szonda sebességét, hogy ne repüljön el egyszerűen csak gyorsan a bolygó mellett. A biztonságos landolás vagy stabil bolygó körüli pályára álláshoz a szonda csak a rakétahajtóműveire hagyatkozhat. Mivel a bolygónak nagyon kis – vékony és ritka – légköre van, a légköri fékezés nem alkalmazható. Jelenleg több üzemanyag szükséges a Merkúr eléréséhez, mint a Naprendszer elhagyásához. Emiatt eddig csak két űrszonda látogatta meg a bolygót. Egy másik elképzelhető eljutási lehetőséget jelent a napvitorla használata, amelynek segítségével Merkúr-szinkronpályára lehetne állítani egy űrszondát.

#### Mariner–10

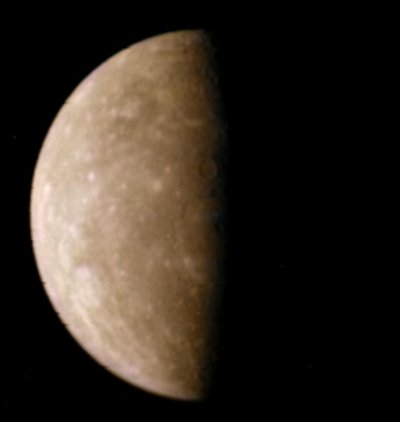
A Merkúr látképe a Mariner–10 amerikai űrszonda felvételén

Az első, a Merkúrt meglátogató űreszköz 1974-75-ben a NASA Mariner–10 űrszondája volt. A szonda a Merkúr megközelítéséhez szükséges pályasebességének beállításához a Vénusz gravitációját használta fel, s ezzel két szempontból is történelmet írt. Ez volt az első űreszköz, amely a gravitációs hintamanőver elméletét a gyakorlatban először alkalmazta (nem véletlenül, a Merkúr eléréséhez a Földről nagyobb sebességkülönbségre kell szert tenni, mint a Naprendszer elhagyásához), s ez volt a NASA első olyan járműve, amely egy misszió alatt több égitestet is meglátogatott. A Mariner–10 készített először közeli felvételeket a Merkúr felszínéről, amelyen jól ki lehetett venni ennek kráterekkel borítottságát, s több más geológiai tulajdonság is érzékelhető rajtuk, mint például a belső vasmag kihűlésének következtében talajsüllyedés nyomán kialakult hatalmas szakadékok. Sajnos a Mariner–10 keringési ideje alatt a Merkúrnak mindig ugyanaz a része volt a nagy felbontású képek fókuszában. Így nem valósulhatott meg az a cél, hogy mindkét felét tanulmányozni lehessen, s ennek következtében a bolygó felszínének csak 45%-át tudta feltérképezni.
1974. március 27-én, két nappal a Merkúr melletti elhaladás előtt, a szonda nem várt nagymértékű ultraibolya sugárzást kezdett el mérni a Merkúr környezetében. Ez vezetett ahhoz, hogy feltételezték a Merkúr holdjának a létezését. Nem sokkal ezt követően kiderült, hogy a sugárzás forrása a 31 Crateris nevű csillag volt, s a feltételezett „Merkúr holdja” csak a csillagászati évkönyvek lábjegyzetében kapott helyet.
Az űrszonda háromszor közelítette meg a Merkúrt, amikor a legközelebb ment, felszínétől 327 km-re volt. Amikor először közelítette meg, a műszerek mágneses teret jeleztek, ami nagy meglepetést keltett a bolygók geológiáját tanulmányozók körében. Úgy gondolták, a Merkúr forgása túl lassú ahhoz, hogy jelentős mértékű dinamó-effektust hozzon létre. A második megközelítéskor elsősorban fényképeket készítettek, de a harmadik alkalommal jelentős mennyiségű mágneses adatot gyűjtöttek. Ezek az adatok felfedték, hogy a bolygó mágneses tere nagyban hasonlít a Földéhez, amely eltéríti a napszelet a bolygó körül. A Merkúr mágneses terének kialakulásához vezető tényezők tisztázásáért még máig is sok elmélet verseng.
Pár nappal az utolsó megközelítést követően a Mariner–10-nek elfogyott az üzemanyaga. Mivel ezt követően nem lehetett pontosan meghatározni az útvonalát, a küldetés vezető utasították a szondát, hogy 1975. március 24-én fejezze be működését. Úgy gondolják, a Mariner–10 még mindig a Nap körül kering, s néhány havonta megközelíti a Merkúrt.

#### MESSENGER

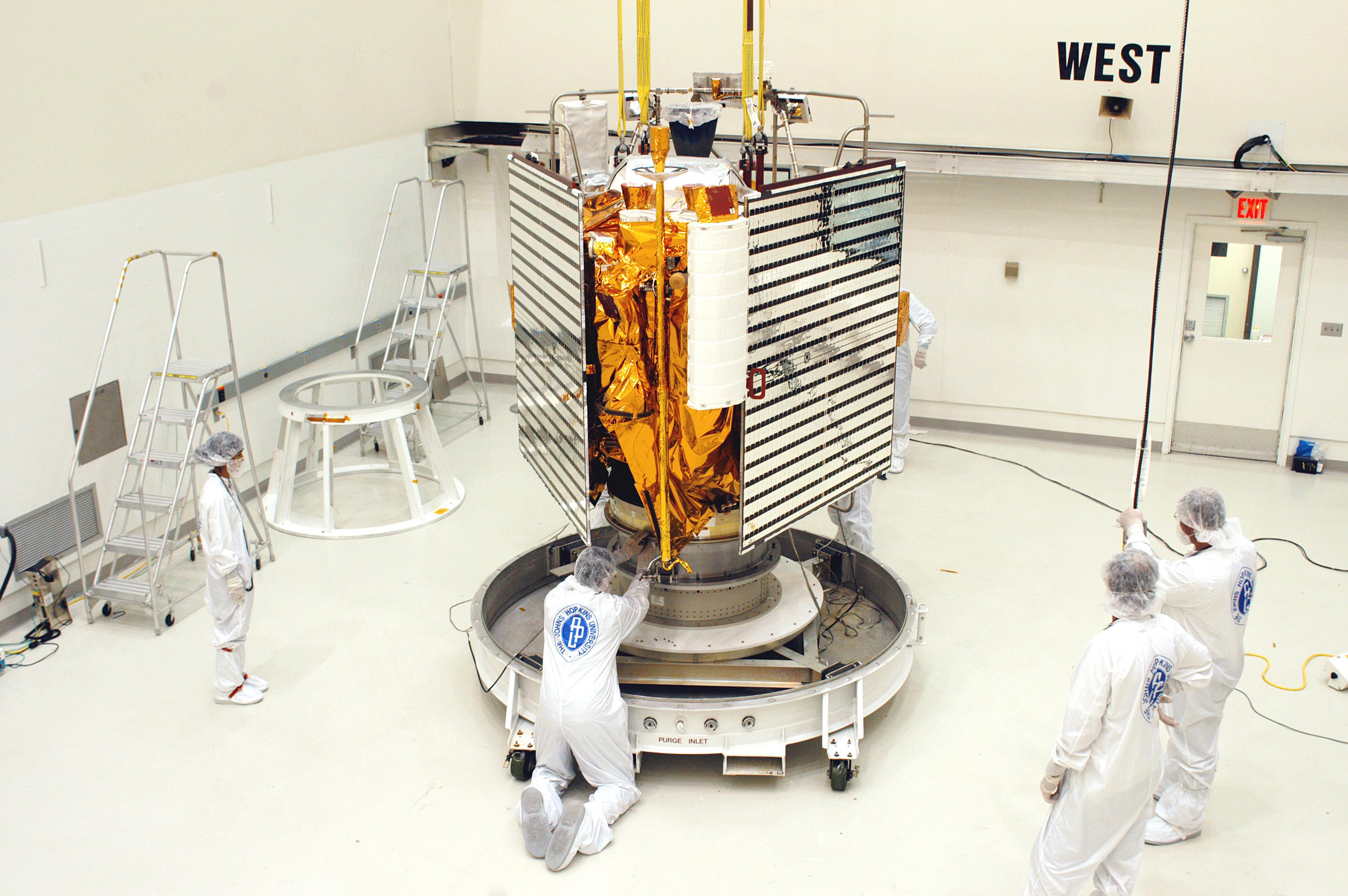
A MESSENGER indítására készülnek

A második, MESSENGER (MErcury Surface, Space ENvironment, GEochemistry, and Ranging) nevű űrszondát a NASA Kennedy Space Centerről egy Delta II hordozórakétáról 2004. augusztus 3-án bocsátották fel. 2005 augusztusában lendületet vett a Földtől, majd 2006 októberben és 2007 júniusában a Vénusztól, hogy a Merkúr pályájának eléréséhez alkalmas pályára állhasson. A Merkúr mellett először 2008. január 14-én, másodszor október 6-án repült el. A harmadik megközelítés időpontja 2009. szeptember 29. volt. Ezen repülések során készültek felvételek arról a féltekéről is, melyet a Mariner–10 nem vizsgált. Ezt követően az űrszonda 2011 áprilisban a bolygó körüli elliptikus pályára áll, s egy földi éven át még térképezi a felszínét.
A küldetés célja hat terület mélyebb megismerése, megértése: a Merkúr nagy sűrűsége, geológiai történelme, mágneses terének természete, magjának felépítése, valóban tartalmaznak-e a sarkvidékei vizet, és hogy honnan származik a vékony légköre. Mindezeken felül a szondán olyan képalkotó eszközök találhatók, amelyek sokkal nagyobb területről sokkal jobb minőségű felvételeket tudnak készíteni, mint a Mariner–10. A fedélzeten helyet kaptak még különféle spektrométerek, amelyek a kéreg összetételét vizsgálják, és vannak rajta magnetométerek, valamint töltött részecskék sebességének mérésére szolgáló eszközök. A szonda sebességének finom változásainak méréséből, és pályájának megfigyeléséből következtetéseket vonhatnak majd le a bolygó belső szerkezetére vonatkozóan.

#### BepiColombo
Az Európai Űrügynökség Japánnal közösen BepiColombo néven egy közös projekten dolgozik, melynek a során két űrszondát küldenek majd a Merkúrhoz. Az egyik feltérképezi a bolygót, míg a másik a magnetoszféráját vizsgálja. Az ESA Guyana Űrközpontjából 2013-ban egy orosz Szojuz hordozórakéta fogja elindítani a két űrszondát szállító szerelvényt. A kilövőállomás helyszínével ki akarják használni az egyenlítő közelségéből adódó előnyöket. A MESSENGER-hez hasonlóan a BepiColombo utazása során több bolygót fog érinteni, hogy a gravitációs hintamanőverek adta lehetőségeket kihasználja. Elhalad majd a Hold és a Vénusz mellett is, valamint többször elrepül a Merkúr mellett, míg végül körülötte pályára áll. A kémiai és az ionmeghajtás kombinációját használja majd, amelyikből az utóbbi működik majd csak hosszabban. Az űrszerelvény 2019-ben éri majd el a Merkúrt, ezt követően a hordozó a magnetométer szondát elliptikus pályára állítja, majd beindítja a kémiai hajtóműveket, hogy a térképező szonda pedig körpályájára állhasson. Mindkét űrszonda egy földi éven át fog dolgozni.
A térképező, képalkotó űrszonda a MESSENGER-hez hasonló eszközöket visz magával, és több hullámtartományban vizsgálja majd a bolygót. Vizsgálja majd az infravörös, az ultraibolya, a röntgen- és a gamma-sugárzást. Azon kívül, hogy behatóan vizsgálja majd magát a bolygót, a küldetés megálmodói abban is reménykednek, hogy az űrszondának a Naphoz való közelségével pontosabban tudják ellenőrizni a relativitáselmélet állításait.
A küldetés Giuseppe (Bepi) Colombóról, arról az olasz csillagászról kapta a nevét, aki először vette észre a Merkúr forgási és keringési ideje közötti összehangoltságot, és aki 1974-ben részt vett a Mariner–10-nek a gravitációs hatás kihasználásával való célba juttatásához szükséges elmélet kidolgozásában.

## Magyar vonatkozások
A Merkúron hat magyar vonatkozású elnevezés található: Bartók Béláról, Jókai Mórról, Liszt Ferencről, Petőfi Sándorról, Munkácsy Mihályról és André Kertész magyar származású fotóművészről neveztek el krátert.

## Fordítás
- Ez a szócikk részben vagy egészben  a   Mercury (planet) című angol Wikipédia-szócikk ezen változatának fordításán alapul.  Az eredeti cikk szerkesztőit annak laptörténete sorolja fel. Ez a jelzés csupán a megfogalmazás eredetét és a szerzői jogokat jelzi, nem szolgál a cikkben szereplő információk forrásmegjelöléseként.